# Niklas Lind (jurist)
Niklas Lind, född 28 februari 1975, är en svensk jurist som var lagman i Gällivare tingsrätt från 2013 till 2017.
Lind utsågs 17 juni 2010 till rådman i Gällivare tingsrätt, och lagman där från 21 november 2013. Den 15 juni 2017 utnämndes han till chefsrådman i Förvaltningsrätten i Luleå och 9 maj 2019 till rådman i Luleå tingsrätt.